# SAPARD
Programul SAPARD (Special Accession Programme for Agriculture and Rural Development) este unul din trei instrumente ale Uniunii Europene, pentru a sprijini pregătirile de aderare ale țărilor din Europa Centrală și în din Europa de Est.
Acest program se concentrează în mod special pe domeniul agriculturii.
Programul SAPARD a fost lansat la 1 august 2002, prin derularea a două proiecte, și anume îmbunătățirea prelucrării și marketingului produselor agricole și piscicole și dezvoltarea și îmbunătățirea infrastructurii rurale.
Programul are ca scop sprijinirea, în domeniul agriculturii și al dezvoltării rurale, a țărilor central și est-europene, candidate la integrarea în Uniunea Europeană, respectiv pregătirea acestora pentru participarea la Politica Agricolă Comună și la Piața unica europeană.
Implementarea programului SAPARD în România a fost criticată pentru birocrația excesivă.
În România, în anul 2006, Guvernul a reorganizat Agenția SAPARD, aceasta fiind transformată în Agenția de Plăți pentru Dezvoltare Rurală și Pescuit (APDRP).
Programul SAPARD va fi finalizat în 2009, iar până atunci de derularea acestuia va fi asigurată de APDRP.
De asemenea, APDRP va monitoriza toate proiectele care au fost finanțate prin Programul SAPARD, până în decembrie 2013.

## Metodologia obținerii de fonduri SAPARD
- Documente necesare
- Afaceri pentru care se pot obține fonduri